# Sarroqueta de Barravés
Sarroqueta de Barravés (antigament també anomenat Sarroca de Barravés), o Sarroqueta, com se sol anomenar modernament, és un poble del municipi del Pont de Suert, a l'Alta Ribagorça. Formà part del terme de Llesp fins a llur incorporació al Pont de Suert el 1968.
En la proposta derivada de l'informe popularment denominat Informe Roca, es preveia integrar els enclavaments de l'Artiga i de Casós en el terme municipal de Vilaller, segregant-los del del Pont de Suert. Igualment amb els pobles de Sarroqueta i Viuet. Alhora, el municipi de Vilaller passaria a denominar-se Vilaller i Vall de Barravés.
Està situat a 1.102,5 metres d'altitud, quasi a l'extrem de ponent del terme, prop de Viuet.
Per accedir al poble cal seguir la carretera A-14 (antiga N-260) fins a quatre quilòmetres al nord del Pont de Suert. D'aquell lloc surt una pista rural asfaltada que puja al poble en uns 6 quilòmetres de revolts i forta pujada.
L'església parroquial del poble és dedicada a sant Joan, però dins del mateix nucli de població hi ha les restes de l'antiga església romànica de Santa Maria de Sarroqueta. També hi ha, una mica apartada del poble, l'ermita de sant Salvador. La parròquia de Sarroqueta pertany al bisbat de Lleida, pel fet d'haver pertangut, a l'edat mitjana, al bisbat de Roda de Ribagorça. Format part de la unitat pastoral 26 de l'arxiprestat de la Ribagorça, i és regida pel rector del Pont de Suert.

## Història
Del 1015 data la primera referència de l'indret de Sarroca de Barravés. Consta en una donació d'una vinya d'aquest lloc a Santa Maria de Lavaix. Al llarg del segle xii apareix documentat diverses vegades, i hi consta una família de castlans, de llinatge Sarroca, com Artau Sarroca, vers el 1183.
El Castell de Sarroca aprofitava la penya que s'alça damunt del poble, però actualment no en queda res. El castell i el lloc foren del bisbe de Lleida des del segle xiii fins, almenys, el segle xvii; ara bé, el 1831 apareix entre les possessions del marquès de la Manresana.
En el cens del 1381 Sarroca de Barravés apareix amb dos focs (a l'entorn de 10 habitants), en el Fogatge del 1553 hi consten 6 focs (uns 30 habitants), i el 1787 n'hi consten 36.
Sarroca de Barravés, Sarroqueta no va tenir ajuntament propi, entre 1812 i 1847, com la major part de pobles ribagorçans, però consta com a agregat de l'ajuntament de Vilaller, terme al qual actualment no pertany. En una circular d'estadística del 1857 ja apareix com a pertanyent a l'ajuntament de Llesp.
Pascual Madoz, en el seu Diccionario geográfico... del 1845 descriu el poble dient que és enganxat a una roca que s'alça 75 vares damunt seu, amb clima fred, que produeix algunes inflamacions. El poble, segons ell, estava format per vuit cases miserables, una abundosa font d'aigua excel·lent que neix allà mateix, i l'església parroquial de Sant Joan Evangelista, al costat de la qual hi ha el cementiri.
El terreny hi era tenaç i de qualitat mitjana, i s'hi reguen uns quaranta jornals. No hi ha boscos, però sí bastants freixes, oms, àlbers, salzes i roures. S'hi collia blat, sègol, ordi, algunes patates i pastures, on es criaven ovelles, cabres i vaques. Hi havia caça de llebres, conills, perdius i coloms silvestres, a més de pesca de truites exquisides. Constituïen el poble 6 veïns i 146 habitants.
El 1970 aquests habitants s'havien reduït a 24, i el 1981 a 3. El 2009 ja feia anys que era un poble quasi del tot abandonat i despoblat: hi quedava una sola persona. El 2019 hi havia augment un augment fins als 10 habitants.